# Roland Hattenberger
Roland Hattenberger (ur. 7 grudnia 1948 w Jenbach) – austriacki piłkarz grający na pozycji pomocnika.

## Kariera klubowa
Karierę piłkarską Hattenberger rozpoczął w amatorskim SK Jenbach. Następnie trenował w SK Kufstein, a w 1968 roku został zawodnikiem WSG Wattens. W sezonie 1968/1969 zadebiutował w austriackiej Bundeslidze i od czasu debiutu był podstawowym zawodnikiem Wattens. W 1971 roku został piłkarzem klubu FC Wacker Innsbruck. W 1972 roku wywalczył z Wackerem swoje pierwsze w karierze mistrzostwo kraju. Z kolei w 1973 roku wygrał z Wackerem dublet – mistrzostwo i Puchar Austrii.
W 1974 roku Hattenberger przeszedł do Fortuny Köln. 25 sierpnia 1974 roku zadebiutował w nim w drugiej lidze niemieckiej w wygranym 2:1 wyjazdowym meczu z Rot-Weiß Oberhausen i w debiucie zdobył gola. W Fortunie grał przez trzy lata, ale nie awansował z nią do pierwszej ligi.
Latem 1977 roku Hattenberger odszedł z Fortuny do pierwszoligowego VfB Stuttgart. W nowym zespole po raz pierwszy wystąpił 6 sierpnia 1977 w meczu z Bayernem Monachium (3:3). W Stuttgarcie grał przez 4 lata. W 1979 roku wywalczył z nim wicemistrzostwo Niemiec, a w 1981 roku zajął 3. miejsce w Bundeslidze.
W 1981 roku Hattenberger wrócił do Austrii i ponownie został piłkarzem Wackeru Innsbruck. Grał w nim przez 3 lata, a w 1984 roku zakończył karierę piłkarską.
| Sezon   | Klub                | Kraj    | Rozgrywki     | Mecze | Bramki |
| ------- | ------------------- | ------- | ------------- | ----- | ------ |
| 1968/69 | WSG Wattens         | Austria | Bundesliga    | ?     | ?      |
| 1969/70 | WSG Wattens         | Austria | Bundesliga    | ?     | ?      |
| 1970/71 | WSG Wattens         | Austria | Bundesliga    | ?     | ?      |
| 1971/72 | FC Wacker Innsbruck | Austria | Bundesliga    | 26    | 4      |
| 1972/73 | FC Wacker Innsbruck | Austria | Bundesliga    | 28    | 2      |
| 1973/74 | FC Wacker Innsbruck | Austria | Bundesliga    | 24    | 9      |
| 1974/75 | SC Fortuna Köln     | RFN     | 2. Bundesliga | 34    | 3      |
| 1975/76 | SC Fortuna Köln     | RFN     | 2. Bundesliga | 32    | 3      |
| 1976/77 | SC Fortuna Köln     | RFN     | 2. Bundesliga | 33    | 5      |
| 1977/78 | VfB Stuttgart       | RFN     | Bundesliga    | 18    | 1      |
| 1978/79 | VfB Stuttgart       | RFN     | Bundesliga    | 27    | 1      |
| 1979/80 | VfB Stuttgart       | RFN     | Bundesliga    | 30    | 3      |
| 1980/81 | VfB Stuttgart       | RFN     | Bundesliga    | 24    | 4      |
| 1981/82 | FC Wacker Innsbruck | Austria | Bundesliga    | 34    | 1      |
| 1982/83 | FC Wacker Innsbruck | Austria | Bundesliga    | 25    | 1      |
| 1983/84 | FC Wacker Innsbruck | Austria | Bundesliga    | 26    | 6      |

## Kariera reprezentacyjna
W reprezentacji Austrii Hattenberger zadebiutował 10 czerwca 1972 roku w wygranym 2:0 spotkaniu eliminacji do Mistrzostw Świata w RFN ze Szwecją. W 1978 roku został powołany przez selekcjonera Helmuta Senekowitscha do kadry na Mistrzostwa Świata w Argentynie. Na tym turnieju był rezerwowym i nie rozegrał żadnego spotkania. Z kolei w 1982 roku był w kadrze Austrii na Mundialu w Hiszpanii. Na tym turnieju zagrał w 4 meczach: z Chile (1:0), z Algierią (2:0), z RFN (0:1), z Francją (0:1). Od 1972 do 1982 roku rozegrał w kadrze narodowej 51 meczów i strzelił 3 gole.